# Reichsstraße 131

Die Reichsstraße 131 (R 131) war bis 1945 eine Reichsstraße des Deutschen Reichs. Sie verlief in der Provinz Ostpreußen in Nord-Süd-Richtung von Pillau (heute russisch: Baltijsk) im Samland (Semljandskij) über Königsberg (Preußen) (Kaliningrad) bis nach Arys in Masuren (heute polnisch: Mazury) und war ein Verbindungsglied zwischen den Reichsstraßen R 1, R 127, R 128, R 136, R 139, R 140, R 141 und R 142. Ihre Gesamtlänge belief sich auf 208 Kilometer.
Heute verläuft die Trasse der ehemaligen R 131 durch zwei Staaten: Russland (Oblast Kaliningrad) und Polen (Woiwodschaft Ermland-Masuren). An der Grenze bei Krylowo (RUS) und Perły (PL) (Nordenburg bzw. Perlswalde) ist ein Grenzübergang beabsichtigt. Auf der Trasse der früheren R 131 verlaufen heute die russischen Fernstraßen A 193 und A 196 sowie die polnische Landesstraße DK 63.

## Straßenverlauf der R131
A 193 (heutige russische Fernstraße A 193):
Provinz Ostpreußen:
Landkreis Fischhausen, 1939–1945 Landkreis Samland (heute: Stadtkreis Baltijsk (Pillau)):
- Pillau (Baltijsk)
- Fischhausen (Primorsk)
- Wischrodt (Krylowka)

(heute: Rajon Selenogradsk (Kreis Cranz)):
- Ludwigsfelde (Serjogino)
- Kaspershöfen (Doroschnoje)
- Bludau (Kostrowo)
- Forken (Podoroschnoje)

~ Königsberger Abwasserkanal (Kaliningradski otwodnoi kanal) ~
(heute: Stadtkreis Swetly (Zimmerbude)):
- Widitten (Ischewskoje)
- Marschenen (Wolotschajewskoje)
- Groß Heydekrug (1939–46: Großheidekrug, heute: Wsmorje)
- Vierbrüderkrug (Kosmodemjanski) [der Ort ist nicht mehr existent]

Stadtkreis Königsberg (Preußen) (heute Kaliningrad):
- Königsberg (Preußen) (Anschluss: R 1, R 126, R 128 und R 143)

A 196 (heutige russische Fernstraße A 196):
Landkreis Königsberg (heute Rajon Gurjewsk (Neuhausen)):
- Borchersdorf (Selenopolje)
- Weißenstein (Marijskoje)

~ Frisching (Prochladnaja) ~
Landkreis Preußisch Eylau (heute: Rajon Bagrationowsk (Preußisch Eylau)):
- Uderwangen (Tschechowo)
- Unruh (Kertschenskoje) [der Ort ist nicht mehr existent]
- Abschwangen (Tischino)
- Almenhausen (Kaschtanowo)

Landkreis Friedland/Bartenstein (heute: Rajon Prawdinsk (Friedland)):
- Schleuduhnen (Marjino)
- Dommelkeim (Filippowka)
- Stockheim (Saizewo)
- Lisettenfeld (Koschewoje)
- Schwönau (Perewalowo) [der Ort existiert nicht mehr]
- Heinrichsdorf (Rownoje)
- Friedland (Ostpreußen) (Prawdinsk) (Anschluss: R 142)

~ Alle (Lawa) ~
- Allenau (Poretschje)
- Böttchersdorf (Sewskoje)

Landkreis Gerdauen:
- Grüneberg (Klenowoje)
- Waldhöhe (Nowostrojewo)
- Gerdauen (Schelesnodoroschny) (Anschluss: R 141)
- Altendorf (Wischnjowoje)
- Prätlack (Krymskoje)
- Wandlacken (Swerewo)

~ Masurischer Kanal (Kanal Masurski) ~
- Klein Sobrost (Obilnoje)
- Nordenburg (Krylowo)

o heutige russisch-polnische Grenze (Übergang Krylowo/Perły ist projektiert) o
 (heutige polnische Droga krajowa 63):
(heute: Woiwodschaft Ermland-Masuren):
Landkreis Angerburg (heutiger Powiat Węgorzewski):
- Perlswalde (Perły)
- Klimken (Klimki)
- Schönbrunn (Maćki)
- Angerburg (Węgorzewo) (Anschluss: R 136)
- Ogonken (1938–45: Schwenten, Ogonki)
- Possessern (1938–45: Großgarten, Pozezdrze)

Landkreis Lötzen (heutiger Powiat Giżycki):
- Spiergsten (1938–45: Spirgsten, Spytkowo)
- Grünhof (Gajewo)
- Lötzen (Giżycko) (Anschluss: R 135 und R 140)
- Biestern (Bystry)
- Graywen (1938–45: Graiwen, Grajwo)
- Kampen (Kąp)
- Ruhden (1938–45: Eisenwerk, Ruda)
- Staßwinnen (1938–45: Eisermühl, Staświny)
- Milken (Miłki)
- Wissowaten (Wyszowate)
- Groß Konopken (Konopki Wielkie)

Landkreis Johannisburg (heutiger Powiat Piski):
- Sumken (Sumki)
- Arys (Orzysz) (Anschluss: R 127)